# Pcvoz
PCVoz es un programa lector de pantallas desarrollado por la empresa Ezhermatic. PCVoz utiliza personajes animados de Microsoft con voz sintetizada a través de los cuales enriquece la interfaz gráfica tradicional de Windows. Con PCVoz la computadora habla, PCVoz lee en voz alta todos los textos del programa con el que trabajas, lee documentos, páginas web, correos electrónicos, las opciones de menú, las ventanas de diálogo, etc. Requiere el uso de tarjeta de sonido y altavoces.
PCVoz es una amigable herramienta de accesibilidad para la diversidad. Utiliza el poder de la voz para permitir a las personas con discapacidad visual disfrutar de las posibilidades de desarrollo personal, profesional y humano que la computadora e Internet ofrecen.
En su versión 9.0 PCVoz incluye una Lupa Digital, esta función permite ampliar, hasta en 10 veces su tamaño, la zona activa de la pantalla para apoyar el acceso de personas de escasa visión al uso de computadoras, de manera que puedan ver cómodamente los contenidos de las diferentes aplicaciones. La Lupa se desplaza automáticamente hacia la zona activa, mientras se mueve el cursor por un texto o se activan botones, controles u opciones de menú. 
Las personas con síndrome de Down, dislexia, problemas de aprendizaje o autismo, también se benefician notablemente con PCVoz ya que utiliza los divertidos personajes animados con lenguaje corporal, globo de textos y voz sintetizada; que contribuyen a facilitar la ubicación de las acciones que el usuario realiza en la computadora y les agrega un estímulo adicional de recepción de la información de forma oral, lo cual contribuye a incrementar su disposición y concentración.